# Rüdiger Metsch
Rüdiger Metsch (* 7. Dezember 1965 in Garmisch-Partenkirchen) ist ein ehemaliger deutscher Eishockeyspieler.

## Werdegang
Der Abwehrspieler Rüdiger Metsch begann seine Karriere in der Saison 1986/87 beim Regionalligisten Herforder EG, mit dem er Vizemeister der Regionalliga West wurde und den Aufstieg in die Oberliga Nord knapp verpasste. Im Sommer 1987 wechselte er zunächst zum Oberligisten ERC Ingolstadt. Noch während der Saison 1987/88 kehrte Metsch in seine Heimatstadt zurück und spielte für den SC Riessersee in der 2. Bundesliga Süd. Insgesamt 86 Mal lief Metsch für Riessersee in der 2. Bundesliga auf, bevor er 1989 zum Oberligisten EHC Straubing wechselte.
Zunächst stieg Metsch mit dem EHC 1990 in die Regionalliga ab und schaffte zwei Jahre später mit seiner Mannschaft den Wiederaufstieg. Nach zwei Finalspielen gegen den TSV Adendorf sicherten sich die Straubinger noch die deutsche Regionalligameisterschaft. Als die Straubinger 1997 aus der Oberliga Süd absteigen mussten, beendete Metsch seine Spielerkarriere.